# Сеис де Енеро, Ел Естабло (Лердо)
Сеис де Енеро, Ел Естабло (шп. Seis de Enero, El Establo) насеље је у Мексику у савезној држави Дуранго у општини Лердо. Насеље се налази на надморској висини од 1163 м.

## Становништво
Према подацима из 2010. године у насељу је живело 5 становника.

### Хронологија
| Година       | 2000       | 2005        | 2010 |
| ------------ | ---------- | ----------- | ---- |
| Становништво | 18 (9 / 9) | 20 (14 / 6) | 5    |

### Попис
| # | Индикатор                     | Вредност |
| - | ----------------------------- | -------- |
| 1 | Укупно домаћинстава           | 3        |
| 2 | Укупно насељених домаћинстава | 1        |
| 3 | Величина локације             | 1        |